# Герб Буркіна-Фасо
Герб Буркіна-Фасо — один з офіційних символів держави.

## Опис
Містить щит в кольорах національного прапора. Вище щита, зображено назву країни, нижче нього - національний девіз «Єдність, Прогрес, Правосуддя». Два білих жеребця тримають щит. Цей герб подібний старому гербу Верхньої Вольти тільки з прапором Буркіна-Фасо на щиті замість прапора Верхньої Вольти.
До революції в Буркіна-Фасо був інший герб. На ньому були зображені мотика та Автомат Калашнікова з девізом Батьківщина або смерть, ми переможемо.